# Charlie Patton
Charlie Patton, más conocido como Charley Patton (Bolton, Misisipi, ¿abril de 1891? - Indianola, Misisipi, 28 de abril de 1934) fue un músico estadounidense de Delta blues. Es considerado como «el padre» o «el rey del Delta blues» y uno de los artistas más antiguos de la música popular estadounidense. En algunas fuentes, incluyendo varios de sus discos y su propia tumba, aparece incorrectamente designado con el nombre de Charley, a pesar de que el músico utilizó siempre el de Charlie.

## Biografía
Charlie Patton fue uno de los primeros artistas conocidos del género de música blues surgido en la Región del Delta del Misisipi, el «blues del Delta». Nació en 1891 (aunque hay dudas acerca de este dato) en Bolton (Hinds County, Misisipi), lugar conocido como Herring's Place en aquel entonces, pasando la mayor parte de su vida en Sunflower County, localidad situada en el Delta del Misisipi. En 1900, su familia se trasladó al norte de la legendaria plantación de algodón de Dockery Plantation, lugar en el que también habitaron músicos como John Lee Hooker, Howlin' Wolf y Robert Johnson.
En Dockery, Charlie conoció a Henry Sloan, el cual interpretaba música con un estilo diferente al habitual en aquel periodo, estilo que podría reconocerse hoy en día como blues temprano. Charlie pasó un tiempo con Henry Sloan hasta convertirse en compositor e intérprete de blues, a los 19 años, con su primera composición, «Pony Blues».
Se hizo muy popular a lo largo de todo el territorio de Estados Unidos, recibiendo invitaciones para interpretar música en plantaciones y tabernas; en dichas interpretaciones, solía mezclar elementos de espectáculo, tocando con la guitarra en sus rodillas y detrás del cuello, al igual que harían, años más tarde, artistas como Jimi Hendrix. A pesar de la baja estatura de Patton, se rumoreaba que el sonido de su voz (dañada por el whisky y el tabaco) podía escucharse a cientos de metros de distancia sin ningún tipo de amplificación; precisamente, su voz profunda y grave influenció la forma de cantar de uno de sus alumnos, Howlin' Wolf. Otro protegido suyo, también muy influenciado por su estilo, fue un joven Big Joe Williams, al que apodó Poor Joe.
En 1933, Patton se trasladó con su esposa y su socio musical Bertha Lee a Holly Ridge, Misisipi. Falleció el 28 de abril de 1934, debido a una cardiopatía, en la plantación Heathman-Dedham, cercana a Indianola, Misisipi, siendo enterrado en Holly Ridge.
Aparentemente, sólo existe una fotografía de Charlie Patton, aunque se discute su autenticidad; dicha fotografía pertenece al coleccionista John Tefteller.
Existe, asimismo, un debate acerca del origen étnico de Charlie Patton: a pesar de que era afroamericano, como todos los artistas de blues de aquel periodo, debido a su complexión delgada se ha rumoreado que podría haber sido, entre otras teorías, mexicano o cheroqui.

## Discografía
El siguiente listado incluye, en orden cronológico, la discografía de Charlie Patton.
Grabaciones realizadas con la compañía discográfica Paramount Records
- «Pony Blues»/«Banty Rooster Blues» (1929)
- «Prayer Of Death Pt.1»/«Prayer Of Death Pt. 2» (1929)
- «Screamin' And Hollerin' The Blues»/«Mississippi Bo Weavil Blues» (1929)
- «Down The Dirt Road Blues/«It Won't Be Long» (1929)
- «A Spoonful Blues/«Shake It And Break It But Don't Let It Fall Mama» (1929)
- «Pea Vine Blues/«Tom Rushen Blues» (1929)
- «Lord I'm Discouraged»/«I'm Going Home» (1929)
- «High Water Everywhere Pt. 1»/«High Water Everywhere Pt. 2» (1930)
- «Rattlesnake Blues»/«Running Wild Blues» (1930)
- «Magnolia Blues»/«Mean Black Cat Blues» (1930)
- «Mean Black Moan»/«Heart Like Railroad Steel» (1930)
- «Green River Blues»/«Elder Greene Blues» (1930)
- «Jesus Is A Dying-Bed Maker»/«I Shall Not Be Moved» (1930)
- «Hammer Blues»/«When Your Way Gets Dark» (1930)
- «Moon Going Down»/«Going To Move To Alabama» (1930)
- «Some Happy Day»/«You're Gonna Need Somebody When You Die» (1930)
- «Circle Round The Moon»/«Devil Sent The Rain Blues» (1930)
- "Dry Well Blues/Bird Nest Bound" (1931)
- «Some Summer Day Pt. 1»/«Jim Lee Blues Pt. 1» (1931)
- «Frankie And Albert»/«Some These Days I'll Be Gone» (1932)
- «Joe Kirby»/«Jim Lee Blues Pt. 2» (1932)

Grabaciones realizadas con la compañía discográfica Vocalion Records
- «34 Blues»/«Poor Me» (1932)
- «High Sheriff Blues»/«Stone Pony Blues» (1934)
- «Love My Stuff»/«Jersey Bull Blues» (1934)
- «Oh Death»/«Troubled 'Bout My Mother» (1935)
- «Hang It On The Wall»/«Revenue Wall Blues» (1935)

## Curiosidades y tributos
- Bob Dylan dedicó a Charlie Patton una canción, «High Water», en su disco de 2001 Love and Theft.
- El cantante y compositor francés Francis Cabrel cita a Charlie Patton en la canción  «Cent Ans de Plus», de su disco de 1999 Hors-Saison. Cabrel se refiere a Patton como una sus influencias de blues, junto a otros artistas como Son House, Blind Lemon Jefferson, Robert Johnson, Howlin' Wolf, Blind Blake, Willie Dixon y Ma Rainey.
- El grupo de rock independiente Gomez, grabó la canción «Charley Patton Songs» en su disco de 2006 How We Operate.
- En el estudio de grabación que se utilizó para grabar el disco Icky Thump, de los White Stripes, hay una fotografía de Patton.
- El dibujante Robert Crumb hizo una biografía de Charlie Patton en cómic.[5]